# Golitsyn
Golitsyn är en rysk furstesläkt som enligt traditionen härstammar från den litauiske storfursten Gediminas, som även är stamfader för huset Jagello. Släkten är dock genealogiskt påvisbar först omkring 1480. Då ska Ivan Bulgall antagit namnet Golitsyn efter den läderhandske (på ryska: golitsa) som han bar utanpå yllevanten.
Dennes son var Michail Bulgakov-Golitsyn, bojar 1510, fältherre och besegrad och fången av polackerna i slaget vid Orsza 1514, frigiven 1552 och död i kloster 1554. Hans sonsons son Vasilij Vasiljevitj Golitsyn var bojar och tronkandidat 1610, sändebud i Polen 1610–1611 men fängslades genom förräderi och avled i fångenskap 1619.
Kända medlemmar av släkten:
- Vasilij Golitsyn (1643–1714), bojar. Under prinsessan Sofia Aleksejevnas regentskap 1682-1689 var han hennes gunstling, älskare, utrikesminister och landets faktiska regent.
- Boris Golitsyn (1654–1714) var Peter den stores informator och stödde honom aktivt i samband med palatskuppen mot hans syster Sofia Aleksejevna 1689. Under tsarens utlandsvistelse 1697-1698 ledde han landet och därefter var han ståthållare i Volgaregionen.
- Dmitrij Michajlovitj Golitsyn (1665–1737), militär och statsman, avkrävde tsaritsan Anna Ivanovna ett löfte om införande av konstitutionell regim till högadelns förmån i samband med hennes trontillträde. Tsaritsan förlät honom aldrig för detta och han fängslades 1736 på Nöteborg, där han ett år senare dog. Bror till Michail Golitsyn.
- Michail Golitsyn (1675–1730), general under stora nordiska kriget.
- Dmitrij Michajlovitj Golitsyn (1721–1793), rysk diplomat, militär och mecenat. Son till Michail Golitsyn.
- Dmitrij Alexejevitj Golitsyn (1734–1803), diplomat
- Natalja Golitsyna (1741–1837), Furstinnan Moustache
- Aleksandr Golitsyn (1773–1844), överprokurator för den ortodoxa Heliga synoden från 1803 och minister för religiösa frågor och undervisning från 1816. Han var intresserad av mystik, stod tsar Alexander I nära och anses ha utövat stort inflytande på tsarens konservativt och religiöst präglade politik vars främsta uttryck var den 1815 tillkomna Heliga alliansen.
- Nikolaj Golitsyn (1795–1866), musikutövare och mecenat. Han har musikhistoriskt haft betydelse såsom beställare av tre Beethoven-stråkkvartetter från dennes sista tid.
- Nikolaj Sergejevitj Golitsyn (1809–1892), militärhistorisk författare
- Nikolaj Golitsyn (1850–1925), Tsarrysslands sista premiärminister.
- Dmitrij Petrovitj Golitsyn (1860–1919), romanförfattare

## Fotnot
1. 1 2  Svensk uppslagsbok, Malmö 1932
2. ↑  Detta personnamn anges i Nordisk familjebok (Ugglan). Engelska Wikipedia härleder namnets ursprung från Prince Mikhail Bulgakov som bar en järnhandske vid slaget vid Orsha